# 突入救助班
突入救助班（Assault and Rescue Team, 通称：ART）は、千葉県警察刑事部に所属する組織である。
報道機関や千葉県議会のホームページではART（人質立てこもり事件突入救出チーム）と表記されている。

## 概要
ARTは人質立てこもり事件への対処を任務としている。
ARTは2011年に千葉市で発生した路線バス人質立こもり事件において車内に突入し、人質を救出、犯人を逮捕した。また、2016年に佐倉市内の教会で人質立てこもり事件が発生した際、閃光弾を使用して突入し、人質を救出、犯人を逮捕した。
千葉県警察刑事部捜査第一課には、誘拐事件、人質立てこもり事件などを担当する特殊事件捜査係が設置されているため、ARTはこの係の主導により編成されていると推察される。同種の任務を担当する警視庁SITでは、特殊部隊（SAT）の除隊者を即戦力として起用しており、千葉県警察においてもSATの除隊者が起用されているが、ARTの具体的な規模・編成などに関しては千葉県警察の公式発表が無いため、現在までのところ不明である。

## 公開訓練と質疑
ARTは、2008年10月6日に千葉県警察学校において、千葉県議会環境生活警察常任委員会に対して、訓練を公開している。この訓練では、警察学校の建物を使用したリペリング訓練や、高圧放水器を使用した訓練が行われた。また、訓練の際に行われた委員の質疑と、千葉県警察の回答は以下のとおりである。
- ARTはどのような場所で訓練をしているのか。

射撃訓練は主に警察署の射撃場にて行っているが、実践的な訓練については廃校などの空き施設をその都度県から借りて行っており、訓練を行う常設施設がない状況である。
- 装備品の重量はどのくらいあるのか。

隊員は基本的に約20キロの装備品を装着した上に、約9キロの楯を携行し、犯人の制圧・逮捕のための機敏な動きを要求されている。
なお、この質疑で取り挙げられた「警察署の射撃場」は、千葉県内では野田警察署と木更津警察署の地下に設置されている。

## 装備
- 高圧放水器

「インパルス消火システム」とも呼ばれている。銃のような形状をしており、高圧で水の塊を発射して犯人を制圧するための装備。2008年の公開訓練において使用。
- グレネードランチャー

回転式の弾倉が付いたグレネードランチャー。2016年に佐倉市で発生した人質立てこもり事件において使用。報道機関の記事では「ゴム弾を発射する銃」と記載されている。
- 閃光弾

閃光を発する手榴弾。突入の際、犯人を無力化するために使用する。2016年に佐倉市で発生した人質立てこもり事件において使用。
- アサルトスーツ

紺色の突入服。機動隊で通常使用されている「出動服」とは異なり、専用のもの。
- タクティカルベスト

黒色のタクティカルベスト。
- ヘルメット

黒色のプロテック型ヘルメットを使用。2008年に行われた公開訓練の際、ARTの捜査員はゴーグルと黒色の目出し帽で顔を隠していた。
また、銃器に関しては、他の都道府県警察の突入班においてベレッタ社製拳銃92FS Vertec（バーテック）や、H&K社製機関拳銃MP5SFKの使用が確認されているが、ARTが使用する銃器の種別は不明である。
2011年に発生した路線バス人質立てこもり事件の現場において、ART捜査員は私服の上に灰色のプロテック型ヘルメットとゴーグルを着け、黒色マスクで顔を隠し、腕部に黒色プロテクター、胴に厚みのある紺色ベスト（防弾機能か防刃機能があるもの）を着装していた。